# Армант
А́рмант (араб. أرمنت‎), или Ермонт (др.-греч. Ἑρμὢνθις, древнеегип. Иуни (Ίwnj) или Иуну Монту (Ίwnw Mnṯw) или Ан-Монту) — город в Верхнем Египте, расположенный на западном берегу Нила в 9 км к юго-западу от Луксора. 

## История
Культовый центр бога Монту. Иуни был первоначальной столицей IV верхнеегипетского нома, уступив этот статус Фивам к концу Древнего царства. Дальнейший расцвет города связан с деятельностью фараонов XI династии, чьим богом-покровителем был воинственный Монту. Процветал этот город и в эпоху Нового царства, фараоны которого воздвигали здесь в честь Монту величественные храмы. Считаясь Южным Гелиополем, почитавшим богиню Раттауи, «Рат обеих земель» (Рат — женская ипостась Ра), город привлек внимание Эхнатона, строившего здесь храм солнечному Атону.
В греко-римскую эпоху город снова стал столицей нома, Клеопатра VII построила здесь храм, просуществовавший до XIX столетия, когда началось активное разрушение древнего города. Храм был снесён при постройке сахарного завода.